# Memphis International Airport
Memphis International Airport (IATA: MEM, ICAO: KMEM, FAA LID: MEM) är en civil/militär flygplats i Memphis (Tennessee i USA), 11 km sydost om centrala Memphis i Shelby County. Den är den främsta internationella flygplatsen som betjänar Memphis. Den täcker en yta av 1 600 ha och har fyra landningsbanor. Flygplatsen är ett viktigt nav för Northwest Airlines.

Karta av Memphis Airport.

Den är också platsen för FedEx Express globala nav – ofta kallad FedEx Superhub eller helt enkelt Superhub – som hanterar många av företagets paket. FedEx-destinationer från Memphis når städer över hela det kontinentala USA, Kanada, Europa, Mellanöstern, Asien och Sydamerika.
Från 1993 till 2009 hade Memphis International den största fraktverksamheten av någon flygplats i världen. Den sjönk till andra plats 2010, strax efter Hongkong. Den förblev fortfarande den mest trafikerade fraktflygplatsen i USA och på västra halvklotet fram till 2020, då den återigen blev världens mest trafikerade fraktflygplats på grund av ökningen av e-handel som delvis orsakades av covid-19-pandemin.
Flygplatsen har i genomsnitt över 80 passagerarflygningar per dygn. Den 164:e Airlift Wing vid Tennessee Air National Guard är baserad på den samlokaliserade Memphis Air National Guard Base, som flyger med C-17 Globemaster III transportflygplan.

## Historik
Memphis Municipal Airport, invigd 1929, öppnade på en yta av 81 ha jordbruksmark drygt 11 km från centrala Memphis. Under dess tidiga år hade flygplatsen tre hangarer och en obelagd landningsbana. Passagerar- och flygpostservice tillhandahölls av American Airlines och Chicago and Southern Air Lines (1953 förvärvade av Delta Air Lines). En modern terminal byggdes 1938 för att möta kraven på ökad kommersiell passagerarservice. Under andra världskriget använde United States Army Air Forces Air Transport Command 4th Ferrying Group Memphis när de skickade nya flygplan utomlands.
Flygplatsen låg under 1950-talet norr om Winchester Road. Den nuvarande terminalen ritades av Mann & Harrover och kostade 6,5 miljoner USD att uppföra. Den öppnade den 7 juni 1963, och Memphis Municipal bytte 1969 namn till Memphis International. Åren 1985–1986 började Republic Airlines flyga till Mexiko. Terminalen byggdes 1974 ut för 31,6 miljoner USD. Man lade till två nya anläggningar och utökade de andra, utformade av Roy P. Harrover & Associates.

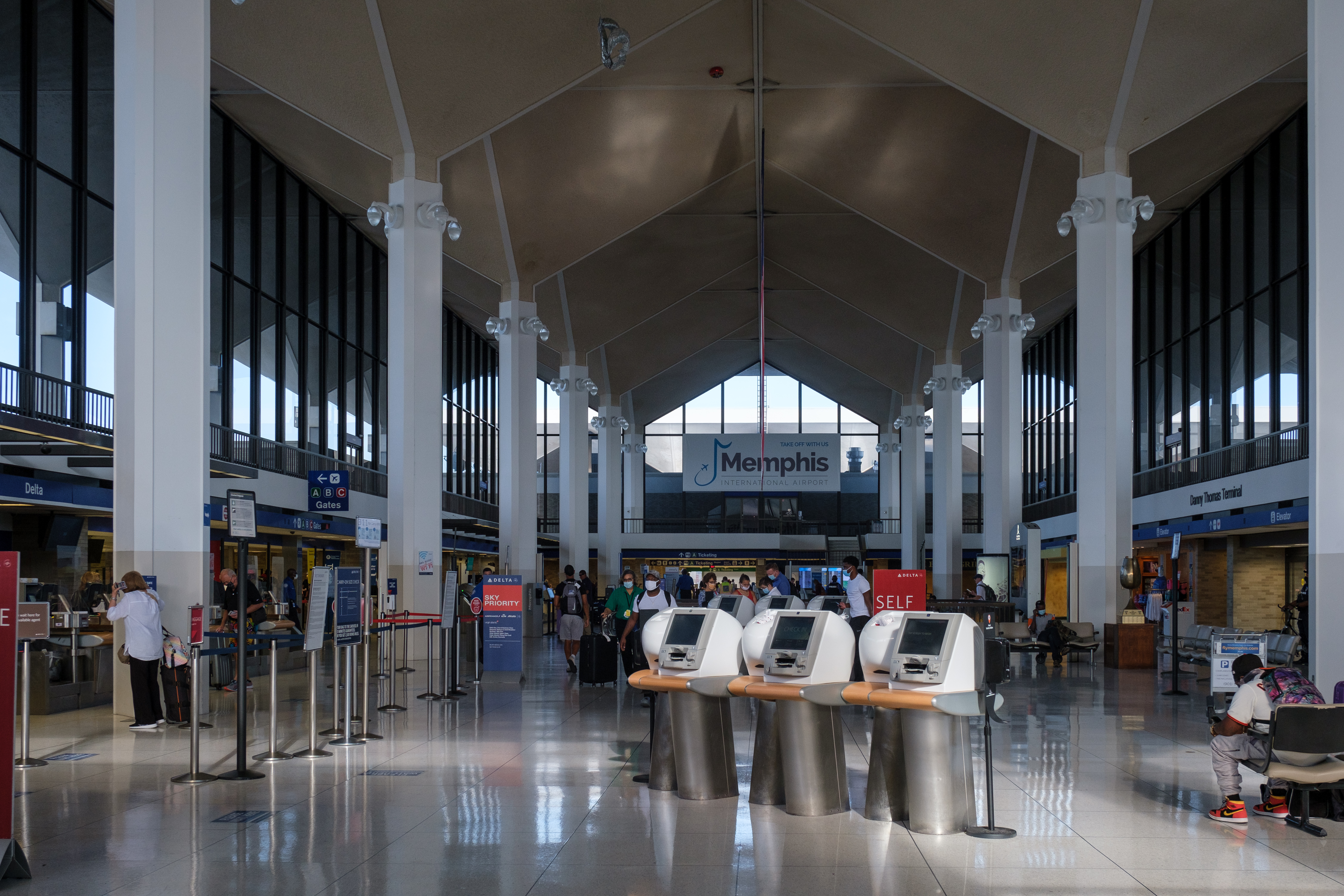
Avgångshallen vid Memphis International Airport

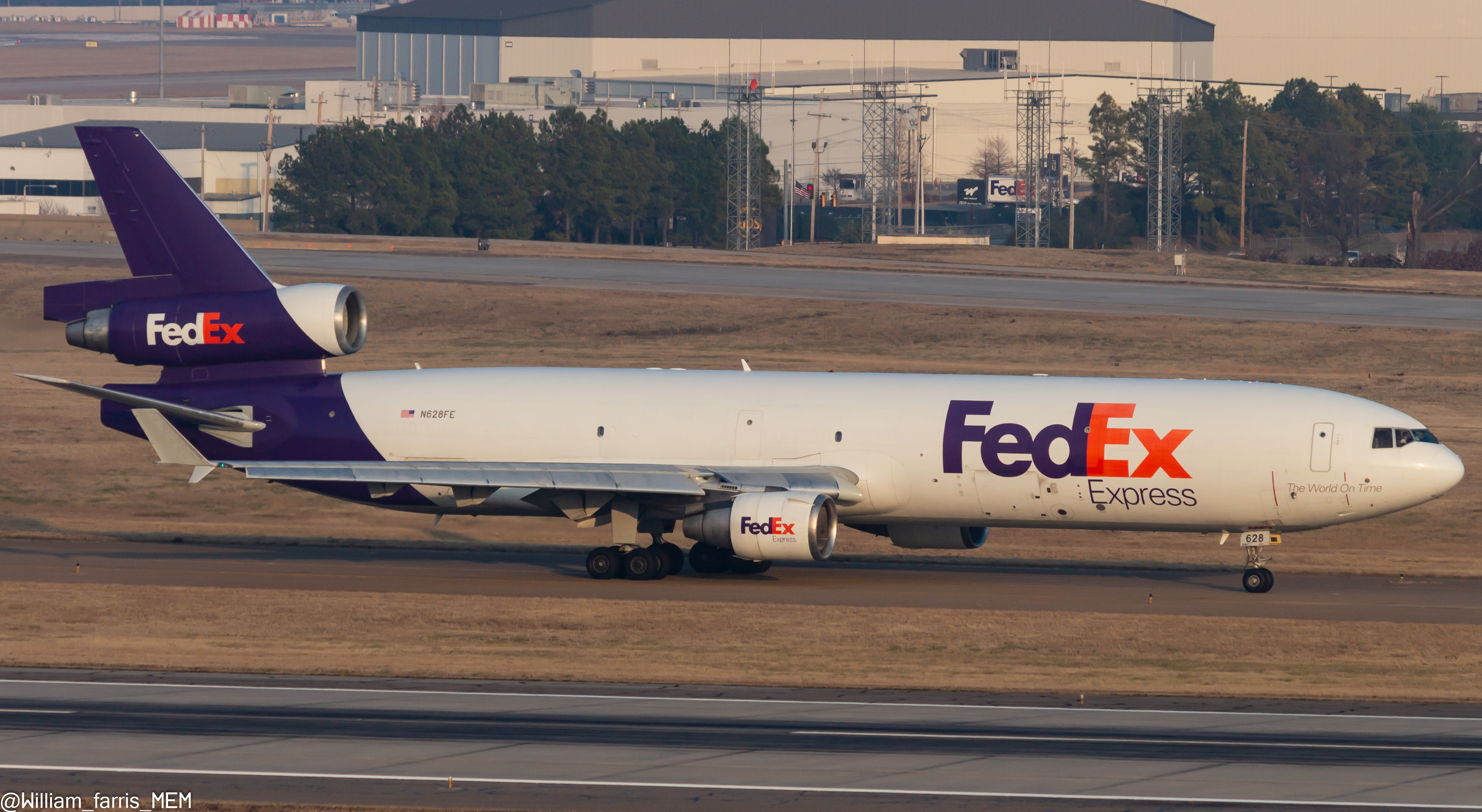
En FedEx MD-11F taxar in på Memphis

Republic Airlines etablerade 1985 Memphis som en knutpunktsverksamhet innan den året efter slogs samman med Northwest Airlines. Northwest gjorde omkring 300 dagliga flygningar, med internationella flyg till Kanada, Mexiko och Karibien. KLM, en partner till Northwest, startade i juni 1995 flygningar till Amsterdam. Detta var Memphis första transatlantiska trafik. Flygbolaget använde McDonnell Douglas MD-11 på rutten. Som förberedelse för flygningen hade flygplatsen byggt en tullanläggning. År 2003 började Northwest istället beflyga rutten med en McDonnell Douglas DC-10.
Northwest förvärvades 2008 av Delta Air Lines (som driver ett stort nav i Atlanta). Delta fortsatte att arbeta med Memphis som ett nav och gjorde 2009 så många som 200 flygningar per dygn. Men transportören avbröt Amsterdam-länken i september 2012 på grund av höga bränslepriser, minskat antal passagerare och ekonomiska utmaningar. Delta fortsatte att minska sin verksamhet i Memphis innan de 2013 stängde navet. Passagerartrafiken på flygplatsen minskade under de kommande åren tills den nådde botten på 3,5 miljoner 2015.
En modernisering av flygplatsens terminaler påbörjades i september 2018 och slutfördes i februari 2022.

## Flygbolag och destinationer
Följande flygbolag erbjuder året runt och säsongsbetonade reguljär- och charterflyg på Memphis Airport:
| Flygbolag                                                                                    | Destinationer |
| -------------------------------------------------------------------------------------------- | --- |
| Allegiant Air                                                                                | Fort Lauderdale, Las Vegas, Los Angeles, Orlando/Sanford, St. Petersburg/Clearwater Säsong: Destin/Fort Walton Beach                                  |
| [ 21 ]                                                                                       | American Airlines |
| Charlotte, Dallas/Fort Worth, Miami, Phoenix–Sky Harbor                                      | [ 22 ] |
| American Eagle                                                                               | Boston, Charlotte, Chicago–O'Hare, Dallas/Fort Worth, Miami, New York–LaGuardia, Philadelphia, Phoenix–Sky Harbor, Washington–National Säsong: Austin |
| [ 22 ]                                                                                       | Avelo Airlines |
| Säsong: Raleigh/Durham                                                                       | |
| Delta Air Lines                                                                              | Atlanta, Detroit, Los Angeles, Minneapolis/St. Paul, Salt Lake City                                                                                   |
| [ 23 ] [ 24 ]                                                                                | Delta Connection |
| Boston, Detroit, Minneapolis/St. Paul, New York–LaGuardia                                    | [ 23 ] |
| Frontier Airlines                                                                            | Denver, Orlando |
| [ 25 ]                                                                                       | Southern Airways Express |
| Destin–Executive, El Dorado, Harrison (AR), Hot Springs (AR), Jonesboro Säsong: Jackson (TN) | [ 26 ] |
| Southwest Airlines                                                                           | Atlanta, Baltimore, Chicago–Midway, Dallas–Love, Denver, Houston–Hobby, Orlando Säsong: Phoenix–Sky Harbor, Tampa, Washington–National                |
| [ 27 ]                                                                                       | Spirit Airlines |
| Las Vegas, Los Angeles, Orlando                                                              | [ 28 ] |
| United Airlines                                                                              | Chicago–O'Hare, Denver, Houston–Intercontinental, Newark                                                                                              |
| [ 29 ]                                                                                       | United Express |
| Chicago–O'Hare, Denver, Houston–Intercontinental, Newark                                     | [ 29 ] |